# Андреевский сельский округ (район им. Габита Мусрепова)
Андреевский сельский округ (каз. Андреев ауылдық округі) — административная единица в составе района имени Габита Мусрепова Северо-Казахстанской области Казахстана. Административный центр — село Андреевка.
Население — 2466 человек (2009, 2905 в 1999, 3670 в 1989).

## История
Андреевский сельский совет образован 17 января 1928 года. 24 декабря 1993 года решением главы Кокчетавской областной администрации образован Андреевский сельский округ.
В состав сельского округа была присоединена территория ликвидированного Раисовского сельского совета (село Раисовка). В 2018 году было ликвидировано село Безпаловка.

## Состав
В состав округа входят такие населенные пункты:
| Населенный пункт | Население, человек (1989) | Население, человек (1999) | Население, человек (2009) |
| ---------------- | ------------------------- | ------------------------- | ------------------------- |
| Андреевка, село  | 2010                      | 1525                      | 1409                      |
| Безпаловка, село | 262                       | 224                       | 100                       |
| Жанасу, село     | 201                       | 235                       | 107                       |
| Раисовка, село   | 1197                      | 921                       | 850                       |